# Церковь Святой Нино (Алибейли)
Церковь Святой Нино в Алибейли (груз. ალიბეგლოს წმინდა ნინოს ეკლესია, азерб. Müqəddəs Nino kilsəsi) — приходская церковь во имя святой равноапостольной Нины, просветительницы Грузии в Кахской и Курмухской епархии Грузинской православной церкви в селе Алибейли, в Гахском районе Азербайджана.

## История
Церковь была построена в 1871 году, во время нахождения территории в составе Российской империи, «Обществом восстановления православного христианства на Кавказе» в рамках программы по восстановлению христианских храмов и монастырей на Кавказе. Активное участие в строительстве храма принимали местные жители — православные грузины-ингилойцы. Вначале церковь была освящена во имя святого Иоанна Крестителя, но в 1877 году храм освятили заново во имя святой равноапостольной Нины.
В период распада Российской империи в приходе в Алибейли служил священномученик Михаил Кулошвили, который пользовался большим уважением у православных грузин-ингилойцев. Он был убит мусульманами 1 ноября 1917 года за проповедь христианства среди местных грузин-мусульман и отказ принять ислам. Во времена СССР церковь была закрыта. Здание использовали в качестве склада для минеральных удобрений и другого сельскохозяйственного сырья.
Возрождение прихода святой Нино началось в 1991 году. Реконструкция церкви длилась с 2010 по 2011 год. В ходе восстановительных работ были отремонтированы интерьер, фасад и подъездные пути. Финансирование работ курировал работник местного грузинского народного театра Котэ Барихашвили.
Реконструкция была завершена 27 января 2011 года. Приход Святой Нино в селе Алибейли был приписан к приходу церкви Святого Георгия в городе Гах, где в то время служил иерей Василий Гогилашвили. 1 июня того же года храм был освящён преосвященным Мелхиседеком, епископом Хорнабуджийским и Эретским. Богослужения в церкви проходят в дни празднования памяти святой равноапостольной Нины — 27 января и 1 июня.